# Scicli
Scicli è un comune italiano di 26 795 abitanti del libero consorzio comunale di Ragusa, in Sicilia.
Monumentale città barocca, il 26 giugno 2002 il suo centro storico è stato insignito del titolo di Patrimonio dell'umanità da parte dell'UNESCO, insieme con altri sette comuni nella lista delle Città tardo barocche del Val di Noto.

## Geografia fisica

### Territorio
Scrive così Elio Vittorini nel suo romanzo incompiuto Le città del mondo:
Scicli dista 24 chilometri da Ragusa. Il suo territorio comunale si estende dal mare alle propaggini meridionali del tavolato ibleo. I paesaggi sono molto vari: si passa dalla costa (alternando quella bassa e sabbiosa a modeste falesie calcaree) coperta dalla macchia mediterranea ai pendii dolci di origine alluvionale dell'entroterra con ulivi, mandorli e carrubi fino a giungere ai rilievi calcarei della parte settentrionale e interna in cui sorge il capoluogo.
Il territorio comunale è solcato da diversi corsi d'acqua, i quali hanno tutti carattere torrentizio e pressoché stagionale (fatta eccezione per l'Irminio); gli altri principali torrenti intercettano il centro di Scicli e sono il Mothucanus o torrente Modica-Scicli, il torrente di Santa Maria La Nova e quello di San Bartolomeo. Nei millenni, ognuno di questi ha scavato nel tavolato ibleo profonde gole che oggi ne caratterizzano il paesaggio. La città moderna è adagiata nella conca in cui questi tre canyon confluiscono.
Sul versante sismico, l’area di Scicli rientra nella classificazione stabilita per l’area del Libero consorzio comunale di Ragusa, ovvero la zona 2, che presenta una sismicità media e consente di contestualizzare, in chiave storica, alcuni eventi sismici documentati nel territorio.

### Clima
Il clima di Scicli è tipicamente mediterraneo, con estati calde e secche e inverni miti e piovosi. Le temperature medie oscillano con valori compresi tra circa 11°C invernali e 25 °C estivi, mentre le temperature massime medie raggiungono punte di circa 31°C in piena estate. Le precipitazioni sono maggiormente concentrate nei mesi invernali, con valori che possono arrivare fino a 90 mm in dicembre, mentre l’estate presenta condizioni molto secche.
| Scicli                                               | Mesi      | Mesi      | Mesi      | Mesi      | Mesi      | Mesi      | Mesi      | Mesi      | Mesi      | Mesi      | Mesi      | Mesi      | Stagioni | Stagioni | Stagioni | Stagioni | Anno    |
| Scicli                                               | Gen       | Feb       | Mar       | Apr       | Mag       | Giu       | Lug       | Ago       | Set       | Ott       | Nov       | Dic       | Inv      | Pri      | Est      | Aut      | Anno    |
| ---------------------------------------------------- | --------- | --------- | --------- | --------- | --------- | --------- | --------- | --------- | --------- | --------- | --------- | --------- | -------- | -------- | -------- | -------- | ------- |
| T. max. media (°C)                                   | 16        | 16,0      | 18,0      | 21,0      | 24,0      | 28,0      | 31,0      | 31,0      | 29,0      | 26,0      | 20,0      | 17,0      | 16,3     | 21,0     | 30,0     | 25,0     | 23,1    |
| T. media (°C)                                        | 11        | 11,0      | 13,0      | 15,0      | 18,0      | 22,0      | 25,0      | 25,0      | 23,0      | 20,0      | 16,0      | 12,0      | 11,3     | 15,3     | 24,0     | 19,7     | 17,6    |
| T. min. media (°C)                                   | 6         | 6,0       | 8,0       | 10,0      | 12,0      | 16,0      | 19,0      | 19,0      | 17,0      | 14,0      | 11,0      | 7,0       | 6,3      | 10,0     | 18,0     | 14,0     | 12,1    |
| T. max. assoluta (°C)                                | 18 (2010) | 19 (2010) | 20 (2010) | 24 (2010) | 28 (2010) | 32 (2010) | 35 (2010) | 35 (2010) | 33 (2010) | 29 (2010) | 22 (2010) | 19 (2010) | 19       | 28       | 35       | 33       | 35      |
| T. min. assoluta (°C)                                | 2 (2010)  | 2 (2010)  | 3 (2010)  | 5 (2010)  | 7 (2010)  | 10 (2010) | 12 (2010) | 12 (2010) | 9 (2010)  | 6 (2010)  | 3 (2010)  | 2 (2010)  | 2        | 3        | 10       | 3        | 2       |
| Giorni di calura (Tmax ≥ 30 °C)                      | 0         | 0         | 0         | 0         | 1         | 5         | 15        | 15        | 8         | 1         | 0         | 0         | 0        | 1        | 35       | 9        | 45      |
| Giorni di gelo (Tmin ≤ 0 °C)                         | 5         | 5         | 2         | 0         | 0         | 0         | 0         | 0         | 0         | 0         | 1         | 3         | 13       | 2        | 0        | 1        | 16      |
| Giorni di ghiaccio (Tmax ≤ 0 °C)                     | 0         | 0         | 0         | 0         | 0         | 0         | 0         | 0         | 0         | 0         | 0         | 0         | 0        | 0        | 0        | 0        | 0       |
| Nuvolosità (okta al giorno)                          | 6         | 6         | 5         | 4         | 3         | 2         | 2         | 2         | 3         | 4         | 5         | 6         | 6        | 4        | 2        | 4        | 4       |
| Precipitazioni (mm)                                  | 70        | 60        | 50        | 40        | 30        | 20        | 10        | 15        | 30        | 50        | 80        | 90        | 220      | 120      | 45       | 160      | 545     |
| Giorni di pioggia                                    | 7         | 6         | 6         | 5         | 4         | 3         | 2         | 3         | 4         | 6         | 8         | 9         | 22       | 15       | 8        | 18       | 63      |
| Nevicate (cm)                                        | 0         | 0         | 0         | 0         | 0         | 0         | 0         | 0         | 0         | 0         | 0         | 0         | 0        | 0        | 0        | 0        | 0       |
| Giorni di neve                                       | 0         | 0         | 0         | 0         | 0         | 0         | 0         | 0         | 0         | 0         | 0         | 0         | 0        | 0        | 0        | 0        | 0       |
| Giorni con manto nevoso ≥ 1 cm                       | 0         | 0         | 0         | 0         | 0         | 0         | 0         | 0         | 0         | 0         | 0         | 0         | 0        | 0        | 0        | 0        | 0       |
| Giorni di grandine                                   | 0         | 0         | 0         | 0         | 0         | 0         | 0         | 0         | 0         | 0         | 0         | 0         | 0        | 0        | 0        | 0        | 0       |
| Giorni di nebbia                                     | 4         | 3         | 3         | 2         | 1         | 0         | 0         | 0         | 1         | 2         | 3         | 4         | 11       | 6        | 0        | 6        | 23      |
| Umidità relativa massima media (%)                   | 80        | 80        | 75        | 70        | 65        | 60        | 55        | 55        | 60        | 65        | 70        | 75        | 78,3     | 70       | 56,7     | 65       | 67,5    |
| Umidità relativa media (%)                           | 75        | 75        | 70        | 65        | 60        | 55        | 50        | 50        | 55        | 60        | 65        | 70        | 73,3     | 65       | 51,7     | 60       | 62,5    |
| Umidità relativa minima media (%)                    | 65        | 65        | 60        | 55        | 50        | 45        | 40        | 40        | 45        | 50        | 55        | 60        | 63,3     | 55       | 41,7     | 50       | 52,5    |
| Giorni di cielo sereno                               | 10        | 12        | 15        | 18        | 20        | 25        | 30        | 30        | 25        | 20        | 15        | 12        | 34       | 53       | 85       | 60       | 232     |
| Eliofania assoluta (ore al giorno)                   | 3         | 4         | 5         | 6         | 7         | 8         | 9         | 9         | 7         | 5         | 4         | 3         | 3,3      | 6        | 8,7      | 5,3      | 5,8     |
| Radiazione solare globale media (centesimi di MJ/m²) | 100       | 120       | 150       | 180       | 210       | 240       | 250       | 250       | 220       | 180       | 140       | 110       | 330      | 540      | 740      | 540      | 2 150   |
| Ore di soleggiamento mensili                         | 120       | 140       | 160       | 180       | 210       | 240       | 260       | 260       | 220       | 180       | 140       | 120       | 380      | 550      | 760      | 540      | 2 230   |
| Pressione a 0 °C (hPa)                               | 1 020     | 1 018     | 1 015     | 1 012     | 1 010     | 1 008     | 1 007     | 1 007     | 1 009     | 1 012     | 1 015     | 1 018     | 1 018,7  | 1 012,3  | 1 007,3  | 1 012    | 1 012,6 |
| Pressione a 0 metri s.l.m. (hPa)                     | 1 020     | 1 018     | 1 015     | 1 012     | 1 010     | 1 008     | 1 007     | 1 007     | 1 009     | 1 012     | 1 015     | 1 018     | 1 018,7  | 1 012,3  | 1 007,3  | 1 012    | 1 012,6 |
| Tensione di vapore (hPa)                             | 6         | 7         | 8         | 10        | 12        | 14        | 15        | 15        | 13        | 10        | 8         | 6         | 6,3      | 10       | 14,7     | 10,3     | 10,3    |
| Vento (direzione-m/s)                                | SSW 3,5   | SSW 3,5   | SSW 3,5   | SSW 3,5   | WNW 3,5   | WNW 3,5   | WNW 3,5   | WNW 3,5   | WNW 3,5   | SSW 3,5   | SSW 3,5   | SSW 3,5   | 3,5      | 3,5      | 3,5      | 3,5      | 3,5     |

## Origini del nome
Le origini della città di Scicli sono molto antiche e risalgono probabilmente al periodo siculo, quindi oltre 3000 anni fa. Il nome, secondo alcuni studiosi, deriva da Šiclis, uno degli appellativi utilizzati per indicare i Siculi.
Si è discusso anche se fosse possibile identificare Scicli con Casmene, seconda colonia siracusana fondata nel 645 a.C., 20 anni dopo Acre, l'odierna Palazzolo Acreide, ma questo dato era già stato smentito da Di Vita, che aveva identificato il sito di Casmene in Monte Casale.

## Storia

### Protostoria
La presenza umana nel territorio di Scicli risale al periodo calcolitico, come dimostrano i ritrovamenti della Grotta Maggiore situata vicino all'Ospedale Busacca, datati fra l'età del rame e l'età del bronzo antico (III-II millennio a.C. – XVIII a.C.-XV secolo a.C.).

### Epoca antica
Ritrovamenti archeologici, in particolare i resti di un abitato greco presso la foce dell'Irminio, testimoniano la presenza, o comunque dei contatti di primaria importanza con i greci.
Oltre ai resti greci sono state trovate tracce che testimoniano la presenza dei cartaginesi, presenti nell'isola fino alla conquista romana avvenuta nel III secolo a.C.. Sotto il dominio romano, Scicli divenne città "decumana", ovvero città sottoposta al tributo della "decima", consistente nel pagamento di un decimo del raccolto. Dopo la caduta dell'Impero romano d'Occidente, Scicli passò ai bizantini e subì, come altre città dell'Isola, le incursioni dei barbari.
La caratteristica conformazione del territorio con la presenza di cave e grotte carsiche, ha favorito la nascita di numerosi insediamenti rupestri.

### Medioevo
Oltre a quello preistorico di Grotta Maggiore, ricordiamo anche il tardo insediamento bizantino del VII secolo sito in località Castellaccio, e l'insediamento rupestre probabilmente bizantino (VIII secolo d.C.) e medievale (XII secolo d.C.) in località Chiafura, visibile sino ai nostri giorni. Con gli Arabi prima e poi con i Normanni, Scicli conobbe un periodo di notevole sviluppo agricolo e commerciale. Lo storico arabo Edrisi nella prima metà del XII secolo, esaltò la prosperità economica di Scicli con queste parole:
(Edrisi)
Si sa molto poco, comunque, del periodo arabo della storia di Scicli, poiché non si conoscono al momento iscrizioni utili a tracciare una storia chiara dell'operato degli Arabi. È noto che sia caduta sotto gli Aghlabidi nell'864. Inoltre, si hanno forse alcune tracce di toponomastica araba in nomi di contrade e siti (come quelli di Donnalucata, Donna Fridda, Marsa Shiklah, nome arabo di contrada Pisciotto, il porto di Scicli in arabo, e forse il sito di Chiafura).
Si fa risalire all'anno 1091 il passaggio definitivo di Scicli al dominio normanno per opera di Ruggero d'Altavilla il cui esercito avrebbe combattuto una battaglia nei pressi di Scicli nella quale sconfisse gli Arabi nella sua marcia verso Noto e Malta. A questa battaglia, che sarebbe avvenuta nella Piana dei Milici, è legata la leggenda della Madonna delle Milizie: si narra che la battaglia finale contro i Saraceni, guidati da un non ben identificato Emiro Belcane, sia stata vinta dai Cristiani per l'intercessione della Vergine Maria scesa su un bianco cavallo a difesa di Scicli, «mea civitas dilecta». Della tradizione si tratta in una memoria dei cosiddetti Codici Sciclitani, ma il documento è ritenuto dalla maggioranza degli studiosi un falso. Nella località dell'avvenimento sarebbe stata costruita la chiesetta della Madonna dei Milici, che probabilmente è trecentesca. La battaglia viene comunque ricordata ogni anno con la Festa delle Milizie, una delle principali attrazioni religioso-folcloristiche di Scicli.
I Normanni (1090-1195) introdussero il sistema feudale già diffuso altrove, e Scicli ed altre città vicine furono considerate città demaniali. Nel 1093 Scicli viene ricordata come dipendente dalla diocesi di Siracusa.
Ai Normanni successero gli Hohenstaufen, quando Enrico VI di Svevia si impossessò del trono di Sicilia nel 1194. Nel 1255, durante la lotta dei Papi contro la casa Sveva, Papa Alessandro IV concesse a titolo di feudo alcuni territori, tra cui Scicli, Modica e Palazzolo Acreide, a Ruggiero Fimetta, nobile di Lentini già esiliato da Federico II di Svevia, che si era ribellato agli Svevi, ma Ruggiero non arrivò mai a prendere possesso della città perché fu ucciso.
Anche sotto gli Hohenstaufen, Scicli conservó il privilegio di città demaniale. La sua storia segue quella della Sicilia, per cui con la caduta degli Hohenstaufen avvenuta nel 1266, passò sotto la dominazione Angioina, mal tollerata, a causa della politica di Carlo I d'Angiò che, diversamente dai suoi predecessori normanni e svevi, considerava il Regno di Sicilia territorio di conquista e di sfruttamento economico e finanziario. La politica oppressiva di Carlo D'Angiò fu causa di un'insurrezione in tutta la Sicilia, nota come i Vespri Siciliani. Il 5 aprile 1282 Scicli, insieme a Modica e Ragusa, insorge contro le guarnigioni francesi del luogo, cacciandole e ponendosi sotto la protezione di Pietro III d'Aragona.
Nel 1375, la popolazione si attestava alle 1460 unità circa. Tra il 1350 ed il 1500 si registrò la nascita di 26 nuove chiese.
Fu sotto la dominazione aragonese che si formò la contea di Modica, e Scicli ne venne a far parte, seguendone le sorti sotto i Mosca (1283-1296), i Chiaramonte (1296-1392), i Cabrera (1392-1565), gli Enríquez-Cabrera (1565-1702; 1722-1742) ed i Borbone di Spagna (1702-1720).

### Età moderna
Dalla fine dell’estate del 1535 fino al 7 giugno 1754, Scicli fu sede della quarta delle dieci Sergenzie (circoscrizioni militari) dell’isola, competente per il territorio comitale e le sue coste. La forza militare della sergenzia era costituita da 673 pedoni (fanti), suddivisi in tre compagnie, e da 214 cavalieri, organizzati in quattro compagnie, come attestato dalle Costituzioni del Regno del 1537 e dalle istruzioni della milizia ordinaria, riformata nel 1595 dal conte Olivarez, viceré e Capitano Generale di Sicilia.
La città, con uno spostamento graduale dell'abitato dal colle al piano, assunse la sua forma topografica tra il XIV ed il XVI secolo e la sua popolazione ebbe un incremento. Il XVII secolo, però, si rivelò un periodo di grandi disgrazie. Tra il 1612 e il 1618 si susseguirono alluvioni e nubifragi, mentre gli anni 1611 e 1616 furono caratterizzati da una siccità estrema. Nel 1619 Scicli fu colpita da un’invasione di cavallette, negli anni 1616, 1637 e 1666 fu invasa dalle locuste e nel 1626 fu l’unica città della Contea a essere devastata dalla peste, che ridusse drasticamente la popolazione di quasi due terzi, portandola da 11 000 a 4 000 abitanti circa. Dopo la peste, anche grazie ad agevolazioni economiche a favore di chi decideva di risiedere in città, si ebbe un nuovo sviluppo demografico, ma il tremendo terremoto del 1693 causò circa 3 000 morti su circa 9 382 abitanti e la distruzione di gran parte della città. Da quelle macerie, Scicli rinacque in chiave barocca, con la costruzione di numerosi palazzi nobiliari settecenteschi, come Palazzo Spadaro (di stile tardo-Barocco; di proprietà della omonima famiglia di origine modicana trasferitasi a Scicli nel XVII secolo), Palazzo Beneventano, Palazzo Fava, Palazzo Veneziano-Sgarlata, Palazzo Bonelli-Patanè e Palazzo Conti. Inoltre, in città nacque l’Accademia degli “Invillupati” (1624-1693), che fu ricostituita dopo il sisma con il nome di “Redivivi”.
Nel 1713, la Sicilia veniva assegnata a Vittorio Amedeo II di Savoia, ma la contea di Modica restò sotto il dominio del Re di Spagna. Nel 1720 tornò al potere il Regno di Sicilia, scacciando successivamente gli spagnoli, ma lasciandone le suddivisioni geografiche. La contea così passò sotto altre 3 famiglie: gli Alba (1742-1755), i de Silva (1755-1802) e gli Stuart (1802-1816).

### Età contemporanea
L'8 dicembre 1816, il Regno di Sicilia si fuse col Regno di Napoli, formando il Regno delle Due Sicilie e, quattro giorni dopo, tramite la legge n. 570, la contea di Modica venne abolita. Il primo gennaio 1818, per effetto del decreto reale n. 932 dell'11 ottobre 1817 sull'amministrazione civile de' dominj oltre il Faro, i Consigli Civici delle città del Regno furono sostituiti dai Decurionati, organi deliberativi formati dal Sindaco, dal 1º Eletto, dal 2º Eletto e da 10 Membri. Inoltre, Scicli ed altri 31 comuni furono amministrativamente inquadrati nella Valle minore di Siracusa (che il 9 dicembre 1820 diventò provincia e il 23 agosto 1837 si trasformò in quella di Noto), occupante la parte sud-orientale del Val di Noto; la città divenne anche capoluogo dell'omonimo circondario, che insieme ad altri sei circondari fu parte del distretto di Modica.

#### Dal Risorgimento alla Provincia di Ragusa
Scicli partecipò ai moti carbonari, durante i quali, nel 1820, fu incendiato l’archivio municipale, e alla rivoluzione del 1848. In quest’ultima occasione, nella città si formò un comitato segreto, composto principalmente da esponenti della borghesia emergente e da alcune famiglie aristocratiche, che svolse un ruolo attivo nel processo di unificazione. Il comitato era presieduto da Agostino Beneventano, figlio cadetto del barone Luigi Beneventano, che aveva già partecipato ai moti rivoluzionari di Napoli, rimanendo ferito in uno scontro con le truppe borboniche. Dopo l’unificazione, rifiutò la carica di prefetto offertagli in segno di riconoscimento. Altri esponenti di spicco furono il medico Giuseppe Peralta, più volte sindaco tra il 1872 e il 1892, i fratelli Antonio e Ignazio Mormina (da quest’ultimo nacque il barone Francesco Mormina Penna), i fratelli Ignazio e Filippo Scrofani, il giurista Giuseppe Zerafa-Pace, il medico Francesco Castro, il regio agrimensore Salvatore Bongiorno e diverse altre personalità locali.
Il 7 giugno 1860, il popolo sciclitano proclamò, dopo la vittoria garibaldina, l’annessione al Piemonte, con Giuseppe Garibaldi dittatore supremo dell’isola. In quell’occasione, presso la chiesa di Sant’Ignazio, Pasquale Calvi, già protagonista dei moti del 1848 e in seguito deputato del Regno d’Italia, guidò un’assemblea che sancì ufficialmente il plebiscito di annessione, uno dei primi nella Sicilia sud-orientale. Il coinvolgimento della città nella causa garibaldina fu significativo: numerosi furono gli sciclitani che si arruolarono nei corpi volontari, tra cui Stanislao Carrabba, veterano del 1848, i fratelli Raimondo e Stanislao Penna, i fratelli Giuseppe e Gaetano Celestri, il giovane Arturo Mormina e il carmelitano, don Raffaele Pappalardo. Il 26 agosto successivo, il decreto protodittatoriale n. 170, di Agostino Depretis, intitolato "Legge che chiama in vigore in Sicilia la legge comunale e provinciale del Regno d'Italia", estese anche alla Sicilia la legge Rattazzi, che trasformò i vecchi distretti in circondari, con Scicli facente parte del circondario di Modica, mantenendo la continuità amministrativa. Tramite il plebiscito delle province siciliane del 21 ottobre 1860, avvenne l’annessione formale al Regno d’Italia.
Dopo l’unificazione, il governo piemontese amministrò il Sud Italia senza tenere conto delle tradizioni e delle esigenze locali. I siciliani si trovarono soggetti a un potere centralista che impose il peso del debito pubblico e la leva militare obbligatoria. Dal 20 marzo 1865, a seguito della legge Lanza, Scicli fu uno dei comuni facenti parte della rinata Provincia di Siracusa; nel 1873-74, si formarono associazioni operaie, come I Figli del Lavoro. Una figura di spicco di questo periodo fu il barone Francesco Mormina Penna (Scicli, 1º agosto 1860 – Scicli, 13 febbraio 1925), fervente mazziniano e membro del Comitato insurrezionale del Sessanta, oltre che fondatore del Fascio Siciliano dei Lavoratori cittadino, il 29 gennaio 1893, con circa 200 aderenti. Da quel momento cominciarono a sventolare le prime bandiere rosse e si iniziò a celebrare il Primo Maggio, alimentando le paure delle classi dominanti riguardo all’avanzata del socialismo e poi del comunismo. Nel ventennio 1890-1910, Scicli fu protagonista di un grande sviluppo urbanistico: vennero realizzati gli sventramenti della Stradanuova (attuale corso Re Umberto I) e di via San Giuseppe, di via Maestranza (attuale via Nazionale) e di via del Corso (attuale via Francesco Mormino Penna), l'acquedotto, la fognatura, la pavimentazione stradale, e poi il maestoso ospedale Busacca, autentico gioiello – per quell'epoca – di edilizia ospedaliera. 
La Prima Guerra Mondiale fece registrare alla città 319 caduti su una popolazione di circa 20.202 abitanti, corrispondenti a circa l’1,58% del totale (ricordati da una lapide affissa sulla parte destra di Palazzo Palle e da altre due poste all'interno della chiesa di San Giovanni, come deliberato dal Consiglio comunale nel 1925). Sul fronte militare, la città si distinse ottenendo 58 decorazioni al valor militare – tra cui 18 medaglie d’argento, 29 medaglie di bronzo, 11 croci di guerra e 7 riconoscimenti plurimedagliati –, testimonianza delle gesta eroiche compiute dai suoi cittadini. Inoltre, il Libretto commemorativo del soldato di Scicli Bartolomeo Giavatto del 1920, conservato presso la Biblioteca Alessandrina di Roma, testimonia l’importanza attribuita alla memoria individuale e collettiva di quell’epoca; parallelamente, la corrispondenza con la nobildonna Giuseppina Scimone evidenzia l’attivismo delle “dame” di carità sciclitane, impegnate a sostenere i militari e le famiglie in difficoltà. Dal 2 gennaio 1927, in parallelo all'abolizione di tutti i circondari, su decisione del Consiglio dei Ministri del 6 dicembre 1926, insieme ad altri 11 comuni, ha costituito ed è stato parte della Provincia di Ragusa.

#### Seconda Guerra Mondiale
Durante la seconda guerra mondiale Scicli fu bombardata numerose volte, tra il 1941 ed il 1943 (durante quest’ultimo anno, se ne ricordano tre: alle ore 11 del 28 gennaio 1943, mietendo 25 vite; alle ore 15:15 del 17 febbraio 1943, mietendo una vita; la terza volta entro l'inverno del 1943, mietendo diverse vite); come il resto della Sicilia, inoltre, fu coinvolta direttamente negli eventi bellici a seguito dello sbarco alleato dell’Operazione Husky, iniziata il 10 luglio 1943. La difesa della città e delle aree limitrofe era affidata principalmente alla 206ª Divisione Costiera, comandata dal generale di divisione Achille d'Havet. A difesa dell’area sciclitana operava il 123º Reggimento di Fanteria Costiero, comandato dal colonnello Giuseppe Primaverile (Mazara del Vallo (TP), 5 gennaio 1890 – ?, ?), con sede proprio a Scicli. Il reggimento comprendeva i battaglioni 542º, 381º e 383º, oltre a unità di artiglieria. La strategia difensiva prevedeva la resistenza contro eventuali sbarchi nemici e il contrasto ai paracadutisti alleati. Le operazioni belliche interessarono direttamente Scicli nei giorni successivi allo sbarco. Un episodio significativo per la città vide protagonista proprio Primaverile, che ricevette una richiesta di resa da parte degli Alleati tramite un italo-americano che lo contattò telefonicamente. Rifiutando l’offerta, Primaverile lanciò un contrattacco, riuscendo a catturare oltre cento paracadutisti nemici, che furono consegnati ai Carabinieri di Scicli. Nonostante la resistenza, le truppe italiane furono progressivamente sopraffatte dalla superiorità numerica e dall’equipaggiamento avanzato degli Alleati. Il colonnello D’Apollonio, al comando delle truppe italiane tra Ispica e Scicli, fu costretto a ordinare la ritirata. Il 12 luglio 1943, alle ore 11:00, una vettura militare statunitense, sventolante bandiera bianca, fece ingresso nella città. L’ufficiale a bordo fu condotto da Primaverile, al quale comunicò la presenza di numerose forze alleate pronte all’attacco (artiglieria sulle colline circostanti l'abitato e velivoli in volo pronti a bombardare), ottenendo la resa formale della piazza. Dopo il disarmo, i circa cento militari italiani presenti si dispersero, facendo ritorno alle rispettive famiglie. In seguito all’occupazione, presso il Palazzo Municipale si insediò un capitano britannico con funzioni di amministratore locale per conto del governo militare alleato, per il quale si misero immediatamente al servizio i Carabinieri Reali della tenenza cittadina.

#### Dal secondo dopoguerra a oggi
Dopo la fine della guerra, Scicli conobbe un periodo di ripresa economica e sociale, caratterizzato dal ritorno alla vita democratica e dalla riorganizzazione dei partiti politici locali. L’agricoltura rimase il principale settore economico, con la coltivazione di carrubi, uliveti e vigne, ma fu a partire dagli anni 1960 che la serricoltura assunse un ruolo centrale nello sviluppo economico della città. La produzione di primaticci e fiori divenne una delle principali fonti di reddito per il territorio, affiancata dalla crescita dell’artigianato, in particolare nella lavorazione del ferro battuto e nella produzione di infissi in alluminio.
Negli ultimi decenni del XX secolo e nei primi anni del XXI, Scicli ha incominciato a valorizzare il proprio patrimonio storico e culturale, puntando sul turismo come nuova leva di sviluppo. L’inserimento del centro storico nel Patrimonio dell’Umanità UNESCO nel 2002, insieme alle altre città tardo-barocche del Val di Noto, ha contribuito ad aumentare l’attrattività turistica. La città è inoltre diventata nota a livello nazionale ed internazionale grazie alla popolarità della serie televisiva della Rai Il commissario Montalbano, che ha reso celebri molti dei suoi scorci architettonici e paesaggistici.
Dal 4 agosto 2015, è uno dei 12 comuni che compongono il libero consorzio comunale di Ragusa. 

### Simboli

#### Stemma

Lo stemma del Comune di Scicli

Lo stemma di Scicli (utilizzato dal comune anche se privo di formale atto di concessione) raffigura un leone, simbolo legato ad Ercole, con corona radiata in atto di salire su tre monti decrescenti da sinistra a destra, rappresentanti il controllo del comune sulle tre Cave di Modica, di Santa Maria La Nova e di San Bartolomeo, il tutto dorato in campo azzurro. Lo scudo è circoscritto da rami di alloro e quercia ed è sormontato da una corona di dominio feudale.

#### Gonfalone

Il gonfalone del Comune di Scicli

Il gonfalone è un drappo rettangolare a tre frange di velluto cremisi, con al centro riportato, in colori dorati (pur se il comune non ha ricevuto il titolo di città), lo stemma del comune.

#### Motto
Il motto del comune è Siclis Urbs Inclita Et Victoriosa Armorum Sedes Quarta, ovvero Scicli, città inclita e vittoriosa, quarta sede delle armi.

#### Inno
Seppur non adottato istituzionalmente, l'Inno di Busacca del maestro ispicese Salvatore Iozzia è tradizionalmente considerato come l'inno di Scicli. L'inno è entrato a far parte della tradizione cittadina grazie alla sua esecuzione ricorrente durante le celebrazioni pasquali, in particolare nella Domenica di Pasqua. Il titolo dell'inno richiama la figura di Pietro di Lorenzo Busacca, importante benefattore sciclitano del Cinquecento, la cui eredità è ancora oggi visibile in numerosi luoghi della città, come l'ospedale Busacca e l'omonima piazza.

## Monumenti e luoghi d'interesse
Dalla motivazione di iscrizione nella World Heritage List dell'UNESCO:

### Architetture religiose

#### Chiesa di San Matteo
Simbolo di Scicli e chiesa madre fino al 1874, la Chiesa di San Matteo è posta sul colle omonimo, sito della città vecchia. È l'edificio ecclesiastico più antico della città, tanto che alcuni storiografi ne fanno risalire la fondazione all'epoca paleocristiana, altri alla dominazione normanna. Di certo, durante il medioevo esisteva nello stesso sito una grande basilica a tre navate con un alto campanile collocato a sud, dietro alle absidi; l'attuale pianta dovrebbe rispecchiare per sommi capi quella medievale: tre navate a cinque campate che sfociano in un ambiente centrico formato dal transetto e dalle tre absidi rettangolari.

#### Chiesa di San Guglielmo (Chiesa Madre; ex Chiesa di Sant'Ignazio di Loyola)
Risalente alla prima metà del Settecento e annessa al Collegio gesuitico demolito a metà del XX secolo, è la chiesa madre della città dal 1874, anno del trasferimento della matrice dalla chiesa di San Matteo. Segue i dettami dell'architettura gesuitica internazionale. Presenta tre navate, con cappelle laterali, presbiterio e coro absidato.

#### Chiesa di San Giovanni Evangelista
La facciata concavo-convessa a tre ordini della Chiesa di San Giovanni Evangelista rivela influssi borrominiani (si prenda ad esempio San Carlino alle Quattro Fontane, a Roma). L'interno a pianta ellittica è coperto da una cupola (con i finestroni che si aprono direttamente sull'imposta di quest'ultima), preceduta da un endonartece e conclusa da un'abside. Gli stucchi e le decorazioni dell'interno sono dei secoli XIX e XX.

#### Cappella della Madonna della Grazia
Antica edicola votiva sita a pochi passi dalla chiesa della Croce; fu eretta nel 1602 con il sagrato antistante scavato nella roccia. La cappella fu edificata per contenere il quadro miracoloso della Vergine "Madre della Città di Scicli" sino al 1615 (ora custodito nella Chiesa della Madonna del Carmine). A causa della traslazione all'interno della chiesa conventuale, furono i numerosi miracoli lì avvenuti grazie al quadro taumaturgo. Essi furono attestati dai frati del convento della Croce e dal notaio Mirabella (come attesta la tavola con memoriale, visibile accanto al quadro).

#### Chiesa del Calvario
Situata sul Colle della Croce, è risalente almeno al 1521. L’ingresso presenta un portone decorato con simboli della Passione, mentre l’interno, scavato nella roccia, conserva un pavimento originale e un altare in pietra con un paliotto raffigurante La Pietà. Le pareti ospitano nicchie con busti della Madonna e di San Giovanni e affreschi che ritraggono la Crocifissione. Un bassorilievo del Cristo deposto è visibile dietro l’altare. La presenza della lettera tau suggerisce un legame con il Convento della Croce. Dopo il terremoto del 1693, la chiesa custodì gli Oli Sacri della chiesa (all’epoca ancora matrice) di San Matteo. La notte del Giovedì Santo, era meta di un pellegrinaggio penitenziale.

#### Chiesa della Madonna di Fàtima
Costruita immediatamente dopo la fine della Seconda Guerra Mondiale, è la chiesa che serve l'omonimo quartiere, nel centro geografico della città. Ha subito importanti lavori di restauro degli interni alla fine del 2024.

#### Chiesa del Santissimo Salvatore
È la chiesa del Villaggio Jungi, costruita dopo la fine della Seconda Guerra Mondiale. Si distingue da tutte le altre per il massiccio uso di vetro nella costruzione della facciata.

#### Chiesa di Maria Santissima della Consolazione
La struttura attuale delle navate resistette al sisma del 1693 e risale al 1600 circa; l'abside, il cupolino e gli ambienti adiacenti (ovvero la Sala del Capitolo e la sagrestia) furono ricostruiti successivamente, secondo uno stile pomposamente settecentesco-rococò; notevole risulta la pavimentazione a tarsie marmoree del presbiterio nonché il fastoso organo settecentesco e gli stalli lignei ottocenteschi.

#### Chiesa di San Bartolomeo Apostolo
La Chiesa di San Bartolomeo Apostolo risale ai primi anni del XV secolo; inserita nella "cava" omonima, la cui facciata a torre dei primi dell'Ottocento riprende temi già sviluppati a Ragusa da Rosario Gagliardi (nel Duomo di San Giorgio) e da fra' Alberto Maria San Giovanni Battista (riguardo la chiesa di San Giuseppe), entrambi a Ragusa Ibla. L'interno è ad unica navata a croce greca e si presenta sostanzialmente tardo barocco-rococò; custodisce un ciclo di stucchi che vanno dal Settecento all'Ottocento.

#### Chiesa di San Giorgio martire (non più esistente)
Sita nell'omonima via, la Chiesa di San Giorgio martire è stata demolita ed oggi vi sono abitazioni private al suo posto. Sulla facciata di quella che ha preso il posto della chiesa, dal luglio 2016 vi è una lapide in ricordo.

#### Chiesa di San Giuseppe
Si trova nel quartiere omonimo, edificata dove già dal 1507 esisteva una cappella dedicata al Santo dalla nobile famiglia locale dei Miccichè, crollata in parte durante il terremoto del 1693 e ricostruita nello stile barocco dell’epoca, caratterizzante tutto il Val di Noto. L’esterno è molto sobrio, con una facciata concava datata 1722; l'interno è settecentesco, con interventi anche ottocenteschi, ricco di stucchi barocchi e una volta dai colori molto eleganti. Custodisce due statue di grande valore: la lignea settecentesca di San Giuseppe, laminata in argento, opera dello scultore napoletano Pietro Padula e, soprattutto, quella marmorea del 1497 di Sant'Agrippina, attribuita a Gabriele di Battista, vero e proprio capolavoro del quattrocento siciliano. Di rilievo anche il dipinto seicentesco che rappresenta la Cacciata dei mercanti dal Tempio da parte di Gesù e quello del 1765 della Madonna della Grazia (o del Latte) con le martiri siciliane, Santa Lucia e Sant'Agata. Infine, è importante evidenziare la presenza delle due acquasantiere seicentesche, realizzate con pietra pece ragusana e pietra calcarea di Comiso.

#### Chiesa di San Michele Arcangelo
La Chiesa di San Michele Arcangelo, come la vicina chiesa di San Giovanni Evangelista, mostra una struttura architettonica palesemente settecentesca e un apparato decorativo in stucco ottocentesco già pienamente Neoclassico. L'impianto è trapezoidale, coperto da una volta in stucco a guscio di noce e concluso da un'abside semicircolare.

#### Chiesa di San Pietro
Situata sulle pendici occidentali del colle di San Matteo, è una delle prime chiese cristiane scavate nella roccia. Risale al XVII secolo, quando la grotta originaria fu ampliata. L'edificio, oggi in stato di conservazione precario, è ad unica navata con tre campate. La parte originaria, un ambiente ipogeo dietro l'altar maggiore, è l'unica testimonianza della chiesa rupestre, ora abbandonata e utilizzata come rifugio antiaereo durante la seconda guerra mondiale. L'accesso a quest'area avviene tramite due aperture simmetriche. L'interno conserva tracce del pavimento originale e di affreschi, tra cui uno che raffigura l'Ultima Cena, danneggiato dalle incrostazioni.

#### Chiesa di San Vito
Situata nel quartiere Pendinello sul colle di San Matteo, fu fondata nel 1508 da Giovanni Burgaletta. Il complesso si trova su un pianoro che fiancheggia la strada regia verso la città antica e la chiesa di San Matteo. La facciata, di stile rinascimentale, è delimitata da paraste di ordine tuscanico e un cornicione mistilineo. Sopra il portale, ora deteriorato, si trova una finestra circolare, mentre lo stemma e il mascherone sulla pietra di volta sono quasi illeggibili. All’interno, un altare dedicato a San Carlo era famoso per la sua ricchezza e le sculture, ma la chiesa fu chiusa al culto nel XIX secolo. Nonostante non fosse distrutta dal terremoto del 1693, nel XX secolo fu trasformata in canile comunale e, successivamente, il tetto crollò.

#### Chiesa di Santa Lucia
Sorge in cima al colle di San Matteo. La prima notizia che si ha di tale chiesa risale al 26 novembre 1570, quando viene nominata in un atto stipulato presso il notaio Carlo Guarino. Fa poi parte dell'itinerario della processione di San Guglielmo stabilito dal vescovo di Siracusa, monsignor Francesco Fortezza, nel 1684. In seguito, il Municipale Magistrato eleggeva periodicamente un procuratore per le rendite di questa chiesa.

#### Chiesa di Santa Maria della Catena
Risalente agli anni precedenti al Mille, è scavata nella roccia di calcare alle falde del Colle di San Matteo, in una zona dove i primi Cristiani eressero santuari per venerare la Madonna. Questi santuari si trovavano in spelonche intorno al colle e alle vallate di Santa Lucia e San Bartolomeo, aree che un tempo facevano parte del perimetro urbano dell’antica Scicli. Nel 1667, un atto notarile documenta l’istituzione di un Beneficio legato alla chiesa, appartenente a Don Francesco Sicoli. La chiesa ricevette anche terre donate da Don Ignazio Bono nel 1720. Ogni anno, si celebrava la festa della Madonna della Catena, raffigurata con il Bambino Gesù e una catena, simbolo di protezione per i Cristiani sciclitani rapiti dai pirati. Un’antica statua della Madonna della Catena, realizzata nel 1100, viene portata in processione per la città. All’interno, si trova una pila d’acquasantiera di epoca bizantina, e la facciata, con portale ad arco, presenta colonne e capitelli in stile tardo-antico. Nel 1200, la chiesa fu trasferita in una grotta vicina, dove è ancora presente, e fu arricchita con stucchi dorati e pitture.

#### Chiesa di Santa Maria del Gesù
Chiusa da tempo, la chiesa di Santa Maria del Gesù è situata alle spalle di via Francesco Mormino Penna, sul tratto finale di corso Giuseppe Mazzini.

#### Chiesa di Santa Maria La Nova
Di origini antichissime (probabilmente bizantine), dal 1994 la Chiesa di Santa Maria La Nova è sede del santuario di Maria Santissima della Pietà. La grande fabbrica ha attraversato vicende costruttive particolarmente complesse e travagliate. La maggior parte delle notizie che si hanno sono riferibili all'edificio seicentesco e alle successive ricostruzioni. La chiesa è stata retta da sempre da una potente confraternita, che tra l'altro nel XVI secolo acquisì l'ingente eredità del banchiere Pietro di Lorenzo, detto Busacca, benefattore di Scicli.

#### Chiesa di Santa Teresa d'Avila
La facciata della Chiesa di Santa Teresa d'Avila rivela influenze ancora legate alla tradizione architettonica precedente il terremoto del 1693. L'interno tardobarocco è uno dei più ricchi della Libero consorzio comunale per gli stucchi, le tele, le sculture e le pavimentazioni a tarsie bianche e nere.

#### Chiesa rupestre di Piedigrotta
Scavata ai piedi del Colle della Croce nella cava di San Bartolomeo, fu fondata nel 1630 grazie a un Beneficio. Le donazioni di terreni provenivano da Don Giuseppe Miccichè, fondatore del Collegio dei Gesuiti di Scicli, e da altri Benefici della Basilica Collegiata di San Bartolomeo. All’interno, nell’abside della chiesa, si trova l’incantevole scultura in pietra marmorea locale della Madonna della Pietà, un’opera cinquecentesca menzionata in antichi libri e manoscritti che descrivono le Madonne sciclitane.

#### Chiesa rupestre del Santo Spirito
Si trova sul Colle di San Matteo, presso il Castello dei Tre Cantoni. Citata in un atto notarile del 1375, la chiesa originaria era interamente scavata nella roccia, ma subì il crollo del costone su cui sorgeva a seguito del terremoto del 1693. Nei primi anni del XVIII secolo, fu ricostruita in muratura e completata nel 1747, come testimoniato da un’incisione sul prospetto. Dell’edificio settecentesco restano oggi il portale monumentale, con colonne scanalate e capitelli ionici, e tracce di affreschi nell’abside e nel subsellium, tra cui una Madonna velata e una figura identificabile con il Beato Guglielmo. Sotto la chiesa si trova una cripta, un tempo decorata con pitture, collegata tramite un passaggio gradinato scavato nella roccia. Oggi la struttura è gravemente danneggiata e soggetta a degrado e vandalismi.

#### Complesso del Carmine
Fra tutte le architetture ecclesiastiche della città, il complesso del Carmine rivela la più elevata omogeneità stilistica fra le componenti architettoniche, scultoree e pittoriche: tutto concorre a creare un'atmosfera rococò (gli stucchi candidi, la luminosità dell'aula, le numerose tele). L'impianto architettonico ad aula unica è definito da un ciclo di stucchi monocromi attribuiti al Gianforma stuccatore palermitano, allievo di Giacomo Serpotta. Il convento secondo il progetto originario si articolava attorno a due vaste corti porticate delle quali ci è pervenuta soltanto quella orientale, oggi pesantemente occultata da tamponamenti e da aggiunte contemporanee che impediscono di apprezzare in maniera chiara la concezione spaziale originaria. La corte è adornata da due splendide statue inserite in nicchie settecentesche simmetricamente disposte rispetto al grande ingresso. Una originale pavimentazione geometrica a ciottoli (consuetudine consolidata e diffusa) rendeva lo spazio aperto ancora più accentrato.

#### Complesso di Santa Maria della Croce
Di origini tardomedievali, il Complesso di Santa Maria della Croce custodisce tra le sue vecchie mura due antichi chiostri porticati; l'interno della chiesa, rimodulato nel Settecento con un ciclo di stucchi bianchi, conserva ancora numerose lapidi e sepolcri medioevali. La facciata, sobria ed elegante, è impreziosita da un portale con archivolto gotico-catalano, da tre stemmi (quello dell'Università di Scicli (ovvero il Comune), quello degli Enríquez e quello dei Cabrera) e da una porzione di cornice che apparteneva al rosone.

#### Complesso della Madonna del Rosario (precedentemente, della Madonna di Monserrato)
La chiesa della Madonna di Monserrato, oggi nota come del Rosario, fu costruita nel 1516 e ampliata grazie alla devozione di numerosi fedeli sciclitani. Citata da Rocco Pirri in Sicilia sacra, la sua fondazione è attestata da un atto notarile del 1539, che menziona i principali benefattori. Sorge sulla sommità del Monte Campagna, offrendo una vista panoramica sul territorio e sul mare. Al suo interno è venerata una statua miracolosa della Vergine, posta nella Cappella dell’Altare Maggiore nel 1648 da padre Domenico Rosa. Si tramanda che nel 1600 fu trovata un’ampolla d’olio inestinguibile, usata per guarire gli ammalati. Inoltre, si racconta che la Vergine apparve al Gran maestro dell’Ordine di Malta, Jean de la Valette, prima della battaglia del 1565 contro i Turchi; in segno di gratitudine, questi donò alla chiesa bottino di guerra e quaranta mortai in bronzo, fusi per realizzare una campana tuttora presente nel campanile. Accanto alla chiesa sorse un convento domenicano, attivo dal 1556 e ufficialmente affidato all’ordine nel 1567. Soppresso nel 1652 per mancanza di fondi, riprese l’attività grazie a donazioni, ospitando scuole di teologia e filosofia da cui uscirono insigni predicatori. Il terremoto del 1693 danneggiò solo il cappellone, poi restaurato. Oggi il complesso è gestito dalle Monache dell’Ordine di Santa Maria della Mercede, la quale comunità fu fondata il 23 luglio 1883 da padre Timoteo Longo e madre Ermelinda Concezione Iannitto; vi si svolgono attività educative per i minori.

#### Convento dei Cappuccini
Il complesso si estende fra le pendici delle rocciosa collina della Croce e l'altura argillosa della Bastita. Il convento fu costruito annesso a quella che era la chiesa di Sant'Agrippina. Il culto della santa si trasferì poi nella chiesa di San Giuseppe, dove ancora rimane la bellissima statua marmorea del 1497 (di probabile scuola gaginiana) dedicata alla Santa.

#### Convento dei francescani conventuali di Sant'Antonino
Nell'ottica dell'ibrido, ma con un'apertura straordinaria verso il mondo rinascimentale, sarebbe stato fondato tra 1514 e 1522. La costruzione di una cappella funeraria che funge da tribuna, coperta a cupola costolonata, ma con inserti classicisti deve necessariamente essere accostata a una committenza alta, che non è nota, ma che potrebbe essere stata determinante per costruzioni di cappelle di corte come quelle di Comiso (voluta dai Conti Naselli nel 1517) o di Militello. Le cappelle cupolate aggregate come tribuna a chiese francescane, secondo la consuetudine, furono inaugurate dal progetto dell'Alberti per il Tempio malatestiano. Indubbiamente, la cappella (attualmente in pessimo stato di conservazione, prossimo alla scomparsa delle poche rovine rimaste) assume un valore competitivo tanto da potere essere messa in relazione solo con iniziative comitali. La cappella «Cabrera» in Santa Maria di Betlem a Modica assume un significato analogo, ancora più ricco e celebrativo; fermo restando che la sua costruzione deve riferirsi ai primi decenni del XVI secolo, si deve ancora pensare a una committenza alta, forse un ramo della famiglia dei Cabrera. Si tratta di opere che non è possibile leggere con gli schematismi di un mitizzato e rigido universo classicista poiché esplorano una via siciliana, un «antico» autoctono, e pervengono a un Rinascimento esotico che affonda le radici in tecniche costruttive locali. I grandi passaggi nodali che gettano ponti tra l'ultimo gotico e il Rinascimento siciliano seguono probabilmente vie e vicende differenti dal contemporaneo travaglio iberico, ma altrettanto complesse e non sottovalutabili sono le strade di un interscambio culturale stretto. Alla constatazione di comunanze linguistiche, di semplici forme, va anche affiancata una ricerca senza pregiudizi che tenga in giusta considerazione la mobilità della committenza, i suoi programmi e le sue idee.

#### Santuario ed Eremo della Madonna delle Milizie
Situato fuori dalla città, presso la contrada Giammarito, a 3 chilometri e mezzo a nord est della frazione di Donnalucata, ricorda la leggendaria battaglia avvenuta nel 1091 tra Normanni e Saraceni, durante la quale la Madonna, a cavallo e armata di spada, è intervenuta. Il complesso registra varie fasi costruttive, dal tardo medioevo al XX secolo. Dopo aver subito dei lavori di restauro nel 2024, l'Eremo è ritornato fruibile alla collettività dal 28 maggio 2025.

### Architetture civili

#### Antica Farmacia Cartia
Gioiello in stile liberty, si trova in via Francesco Mormina Penna. Fu aperta da Guglielmo Cartia nel 1902 e, dal 2014, è stata trasformata in museo sotto la gestione dell’Associazione Culturale Tanit Scicli. L’interno conserva i mobili originali di inizio Novecento, realizzati dal falegname ed ebanista sciclitano Emanuele Russino. Le decorazioni sono impreziosite da un dipinto liberty di Giovanni Gentile, raffigurante la dea greco-romana della salute, Igea. Le vetrine custodiscono contenitori di composti solidi e liquidi utilizzati nel laboratorio galenico, oltre a strumenti come alambicchi, mortai in bronzo e pietra, provette e antiche medicine, coprendo un arco temporale che va dai primi del Novecento agli anni 1980. Una delle vetrine più particolari è quella dedicata ai veleni. L’Antica Farmacia Cartia è stata utilizzata come location cinematografica ne Il commissario Montalbano e Il giovane Montalbano, nella trasposizione cinematografica del romanzo storico di Andrea Camilleri, La stagione della caccia.

#### Palazzo Beneventano
È considerato uno dei più importanti esempi di barocco siciliano. Sir Anthony Blunt lo definì “il più bel palazzo barocco di Sicilia”, lodandone il pallido colore giallo-oro che, alla luce del sole, acquista un’indescrivibile opulenza. Situato alle pendici del Colle di San Matteo, il palazzo si trova in una posizione strategica tra l’antica cittadella fortificata e la città settecentesca, sviluppatasi nelle cave di Santa Maria La Nova e di San Bartolomeo. Il prospetto è caratterizzato da monumentali mascheroni “irriverenti”, elementi decorativi barocchi e un cantonale che collega i due fronti. In cima al cantonale si trova lo stemma coronato della famiglia Beneventano, ornato da due teste di moro, divenuto uno dei simboli della città di Scicli. Il palazzo è stato inserito nella lista del Patrimonio Mondiale dell’Umanità dell’UNESCO.

#### Palazzo Bonelli-Patanè
Situato in via Francesco Mormina Penna, è un esempio significativo dello stile eclettico di inizio Novecento. L’esterno si presenta in un sobrio stile neoclassico, mentre gli interni mescolano elementi neoclassici, liberty e neogotici. Il palazzo ospita uno dei più ricchi impianti decorativi della città, opera di Raffaele Scalia, che affrescò lo scalone principale, il salone delle feste, i salotti, la sala da pranzo e la camera da letto patronale, progettando anche gli arredi. Dal terrazzo si può ammirare il giardino interno e il panorama della città. Anch'esso è stato location de La stagione della caccia - C'era una volta Vigata trasposizione cinematografica del romanzo storico di Andrea Camilleri, La stagione della caccia.

#### Palazzo Conti
Il palazzo risale agli ultimi decenni del XIX secolo e presenta un disegno della facciata in stile neoclassico. L’elemento più caratteristico è il portale d’ingresso, ornato da due colonne tuscaniche e un fregio con metope e triglifi. I balconi laterali sono decorati con timpani e mensole dal design geometrico.

#### Palazzo Fava
Uno dei primi, monumentali palazzi barocchi della ricostruzione post-sisma del 1693, rappresenta il perno prospettico tra lo scenario naturale della cava di San Bartolomeo e la fuga prospettica sul paesaggio antropizzato di piazza Italia e corso Anita Garibaldi. Il prospetto, di gusto tardosettecentesco, è impreziosito dalla ricca decorazione del portale d’onore e dei balconi affacciati su piazza Italia. Unico nel suo genere è il balcone su via San Bartolomeo, le cui mensole, databili intorno al 1730, raffigurano due grifi e due cavalli alati con code pisciformi di ascendenza medievale e manieristica, sorretti da svariate teste di moro.

#### Palazzo Palle (Palazzo di Città; Municipio)
Sede istituzionale principale del Comune, è stato costruito nei primissimi anni del XX secolo sul sito del demolito monastero delle Benedettine, annesso alla chiesa di San Giovanni Evangelista, ed inaugurato nel 1906. È in stile eclettico neorinascimentale, mostrando elementi del primo rinascimento fiorentino (quali le bifore e il bugnato di Palazzo Rucellai progettato a metà del Quattrocento da Leon Battista Alberti), ma anche citazioni michelangioesche (come l'ordine gigante). Il municipio di Scicli è l’unico edificio civile all’interno di uno spazio prevalentemente religioso e aristocratico ed è noto per essere stato utilizzato come sede del commissariato di Vigata (impiegando la facciata esterna e la parte destra del piano terra) e della questura di Montelusa (servendosi solo del primo piano) nelle serie televisive Il commissario Montalbano (1999-2021) e Il giovane Montalbano (2012-2015).

#### Palazzo Papaleo
Il palazzo è il risultato dell’unione di due edifici del XIX secolo. L’interno è stato ristrutturato nei primi decenni del XX secolo, mentre l’esterno conserva la differenza stilistica tra i due edifici originari.

#### Palazzo Spadaro
Fu costruito a più riprese nel XVIII secolo dalla famiglia Spadaro, di origine modicana, trasferitasi a Scicli nel XVII secolo. Il prospetto tardobarocco segue l’andamento curvilineo della strada. La facciata presenta otto balconi con inferriate convesse in ferro battuto, decorate con motivi rococò geometrici e floreali. Il portale principale, situato di fronte alla chiesa di San Michele Arcangelo, è arricchito dal simbolo araldico della famiglia Spadaro: un leone rampante. La scalinata interna, progettata dal capomastro Giorgio Vindigni di Modica, è decorata con policromie sulle pareti e sul soffitto. Al primo piano, le sale si susseguono “ad infilata”, con ambienti destinati a sala del fumo e sala del tè. L’ultima stanza dell’ala nord ospitava una piccola cappella, di cui restano due crocifissi quattrocenteschi. Le stanze erano pavimentate con maioliche di Caltagirone. Un tempo il palazzo custodiva una collezione di vasi greci e siculi, un medagliere greco-romano e una pinacoteca. Ancora visibile è la tela raffigurante Apollo e le Muse (del XIX secolo), situata sul soffitto del salone centrale, e una seconda tela raffigurante Venere e Marte, opera di Raffaele Scalia. Un terrazzino collega l’edificio principale con un altro edificio sulla via opposta, formando un passaggio sopraelevato frequentato un tempo dagli innamorati. Il palazzo attualmente espone opere del Gruppo di Scicli.

### Architetture militari

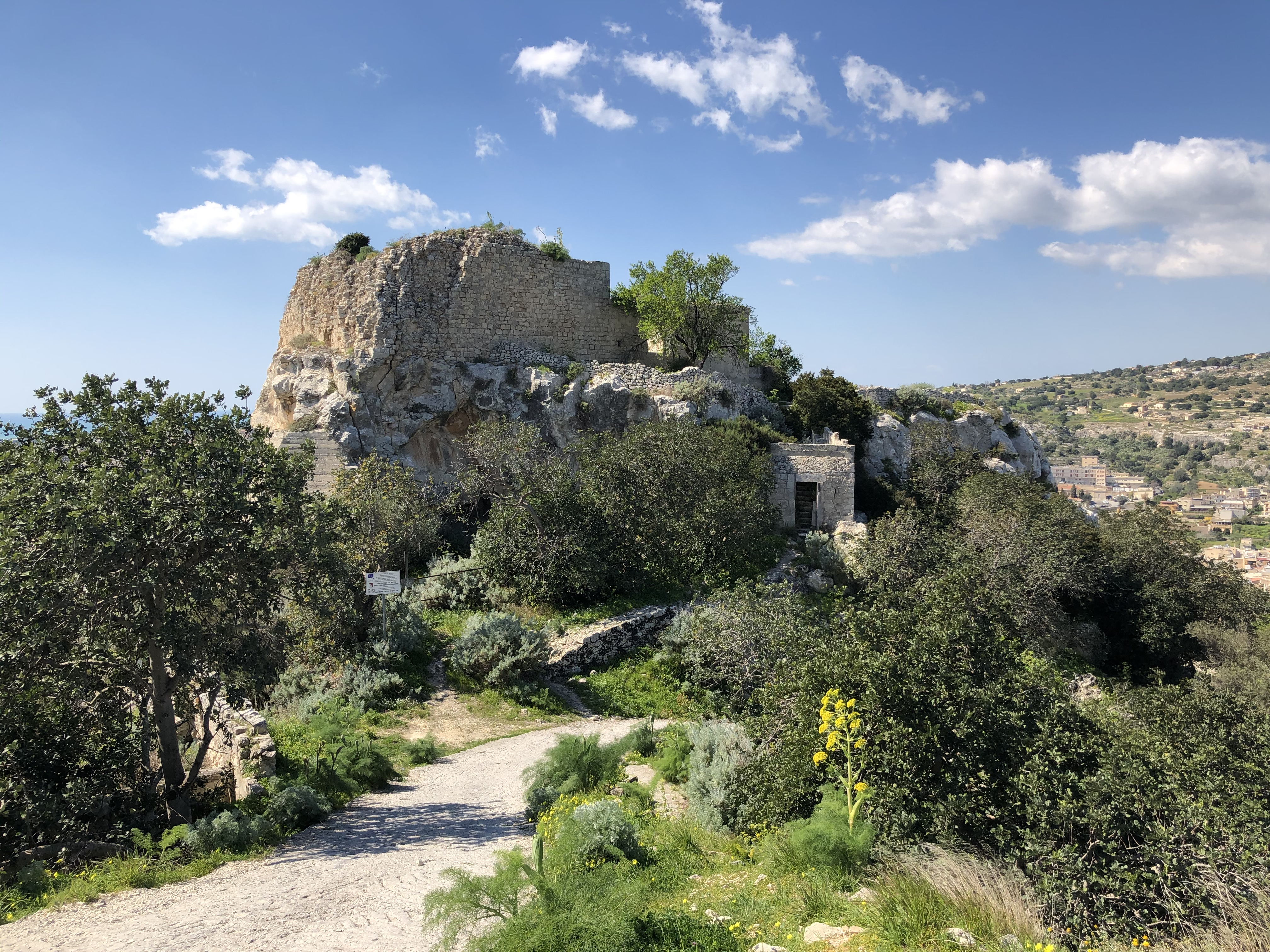
Ruderi del Castellaccio visti posteriormente, 2021

La città antica sorgeva sul colle di San Matteo. Scicli ha sempre mantenuto nei secoli il carattere di cittadella fortificata, sia per la posizione strategica nel territorio a difesa della costa sia per la sua singolare articolazione morfologica su alture particolarmente scoscese che l'ha resa difficilmente espugnabile. Verso la metà del XIV secolo esistevano due castelli:
- il Castellaccio (detto castrum magnum) di cui ci rimangono pochi ma maestosi resti sulla cima rocciosa del colle di San Matteo. Si tratta di un dongione normanno.
- il Castello dei Tre Cantoni (detto nella storiografia locale Castelluccio o castrum parvum o triquaetrum) è posto a difesa dell'unico fronte non dirupato e quindi naturalmente protetto della città antica, quello orientale, verso Ispica. Si erge su un profondo fossato che divide il territorio urbano intra moenia dalla campagna; un bastione quadrilatero fa da zoccolo all'intera struttura rinforzata agli angoli da ulteriori torri; sulla sommità sono ancora visibili e visitabili le fondazioni di una torre triangolare di età antica che dà il nome al complesso. A occidente su una terrazza calcarea si apre la cosiddetta piazza d'Armi che sovrasta i resti del vicino Castellaccio. I ruderi del castello triquaetro stanno attraversando un preoccupante processo di degrado.

### Piazze e giardini

#### Piazza Italia
Creata tramite la copertura del torrente di San Bartolomeo, ha per questo una conformazione lineare. È uno dei nodi urbanistici più importanti della città nonché la piazza più vasta. Su questa area prospettano numerose architetture di pregio che vanno dal secolo XVIII al XX. A monte, si trovano palazzo Fava, la chiesa del Collegio dei Gesuiti (ovvero di Sant'Ignazio), palazzo Iacono e palazzo Mormina Penna. Poco più a valle, lo spazio vuoto prosegue indisturbato seguendo il corso del torrente fino al largo Gramsci, sul quale insiste il Cine-Teatro Italia. Tutta l'area è delimitata dai prospetti di numerosi palazzi ottocenteschi. Una curiosità caratterizzante piazza Italia è la presenza (accanto la chiesa madre di San Guglielmo) di un edificio modernista ispirato alle architetture di Oscar Niemeyer – in particolare al Palácio da Alvorada a Brasilia – costruito negli anni sessanta al posto del demolito Collegio gesuitico; esso ospita la sezione secondaria di primo grado dell'Istituto Comprensivo Statale "Giovanni Dantoni", meglio conosciuta come la scuola media "Micciché-Lipparini".

#### Piazza Busacca
Una delle più interessanti e coerenti della città. Progettata a fine Ottocento è un'area rettangolare individuata principalmente da due elementi: il complesso del Carmine, che ne costituisce il limite occidentale, e la Maestranza Nuova (oggi via Nazionale), che la delimita a oriente; a sud è chiusa dal Palazzo Busacca, costruito grazie alle rendite dell'eredità del benefattore; a nord, fino al periodo prebellico, esisteva uno dei palazzi barocchi più grandi e fastosi della città, Palazzo Di Lorenzo, di cui resta visibile poco più a monte un pilone angolare decorato con varie grottesche. Al centro della piazza, troneggia il monumento marmoreo a Pietro di Lorenzo, detto "Busacca", dello scultore palermitano Benedetto Civiletti.

#### Via Francesco Mormino Penna e piazza Municipio
Costituiscono l'antico corso San Michele, cuore del centro storico. Su quasi trecento metri di basolato, prospettano edifici che vanno dal XVII al XX secolo, accomunati dall'uso della locale pietra calcarea che rende il contesto visivamente omogeneo. I monumenti che insistono sull'area pedonale sono (da ovest verso est) la chiesa di Santa Teresa e l'annesso convento (XVII - XVIII sec.), un garage di inizio Novecento in stile liberty, palazzo Spadaro (XVIII sec.), la chiesa di San Michele con l'annesso convento (oggi palazzo Carpentieri, XVIII sec.), palazzo Bonelli (XVIII - XIX sec.), palazzo Conti (XIX sec.), palazzo Veneziano-Sgarlata (XVIII sec.) e palazzo Papaleo (XIX sec.). A questo punto, lo spazio si dilata e la via sfocia su piazza Municipio: qui prospettano Palazzo Palle (ovvero il Municipio), la chiesa di San Giovanni Evangelista, i resti della piccola chiesa di Sant'Andrea e diversi edifici ottocenteschi. Questo slargo è nato dalla demolizione della settecentesca chiesa di Santa Maria La Piazza, in seguito allo sventramento ottocentesco della Maestranza Nuova (oggi Via Nazionale). L'intera area di via Francesco Mormino Penna è stata inserita dall'UNESCO nella World Heritage List (città tardobarocche del Val di Noto, 2002).

#### Villa Penna
Giardino privato dei Baroni Penna e da sempre mantenuto dai proprietari per la pubblica fruibilità, noto a Scicli anche come a Villa; la sua progettazione affronta gli stessi temi compositivi dei grandi-parchi annessi alle residenze reali europee del Settecento (modellazione del suolo, lunga scalinata assiale). Negli anni 1960, Villa Penna, in seguito a una controversia tra il Comune e il barone Penna, fu espropriata. Il proprietario, che aveva sempre mantenuto la Villa a proprie spese, con giardinieri e custodi che aprivano i cancelli all'alba e li chiudevano al tramonto, come da generazioni era sempre stato, dapprima si oppose all'esproprio, ma quando vide l'inesorabilità del procedimento e l'infondatezza, a suo giudizio, dell'atto espropriativo stesso fondato su una pubblica fruibilità di un bene che era stato creato e mantenuto per i cittadini di Scicli, senza però gravare sui conti pubblici, prima di perdere possesso del giardino, decise allora che, se il Comune di Scicli avesse voluto una Villa pubblica avrebbe dovuto farla ex-novo. Furono così tagliati gli alberi e asportato tutto quanto di sua proprietà e, per circa mezzo secolo, Scicli rimase priva del suo più grande spazio verde; il giardino è stato però in parte ripristinato, sia nelle opere architettoniche che nella vegetazione. A ovest della Villa, su uno dei terrazzamenti più alti, si trova il convento dei Cappuccini.

### Siti archeologici
Scicli rientra tra le stazioni archeologiche del I siculo (ovvero cuprolitico orientale, tra il 2500 a.C. ed il 1900 a.C.) e del III siculo (tra il 1500 a.C. e l'800 a.C., periodo pre-greco caratterizzato da una ceramica geometrica e protocorinzia), secondo la divisione in quattro fasi dell'Età del Bronzo pensata dall'archeologo Paolo Orsi. Oltre ai due castelli d'epoca medievale citati nel paragrafo dedicato alle architetture militari, nel territorio sciclitano sono presenti diverse aree di interesse particolarmente diversificate per numerazione del «sito», per coordinate cartografiche dell'IGM, per datazione e per tipologia, fra cui si posso segnalare:
- Sito 33: sito della Grotta Maggiore, datato fra l'Età del Rame e l'Età del Bronzo antico (III-II millennio a.C. – XVIII-XV secolo a.C.)
- Sito 27: necropoli in contrada Ronna Fridda. Sono distinguibili una necropoli preistorica del Bronzo medio (XIV sec. - XII sec.) e una necropoli cristiana del IV sec. d.C.
- Sito 6: chiamato anche Cancellieri, è un sito del periodo greco classico, databile dal IV al II sec. a.C. Include una fattoria greca del IV sec. È legato alla presenza delle subcolonie siracusane come Kamarina e Kasmenai.
- Sito 7: resti di un emporio greco in contrada Maestro, sulla riva destra del fiume Irminio (l'ipotesi onomastica di Elio Militello è appunto Yrmine o Hyrmine)[30].
- Sito 36c: definito comunemente Chiafura, è una vasta area di interesse archeologico, storico, ed etnoantropologico situata nelle immediate adiacenze del centro urbano di Scicli, occupante il fronte meridionale del colle di San Matteo, già sede della città vecchia. Si tratta di un consistente insediamento rupestre probabilmente di periodo bizantino (sicuramente medievale) adibito sia a scopi abitativi che funerari, paragonabile per dimensioni e densità ai siti di Pantalica o al complesso dei Sassi di Matera per il felice connubio di architettura per sottrazione (grotta) e quella per addizione (edificio), pur essendo molto diversa la genesi e la storia di Chiafura da quella dei due siti. La morfologia dell'insediamento, situato sulle pendici scoscese del colle, necessariamente si adatta alle difficili condizioni orografiche producendo una interessante soluzione a terrazzamenti che portarono Pier Paolo Pasolini a descrivere Chiafura come una dantesca montagna del Purgatorio. Le grotte, utilizzate nel periodo bellico come rifugi antiaerei, continuarono a essere occupate nel dopoguerra dalla popolazione indigente, che negli anni 1950 fu definitivamente sfollata e alloggiata nel nuovo Villaggio Aldisio (oggi il Villaggio Jungi).

Elio Vittorini scrive su Chiafura in Conversazione in Sicilia:

## Società

### Evoluzione demografica
Abitanti censiti

### Lingue e dialetti

Distribuzione della lingua siciliana nel meridione d'Italia, 1977

Oltre alla lingua ufficiale italiana, a Scicli si parla la lingua siciliana nella sua variante metafonetica sud-orientale. La ricchezza di influenze del siciliano, appartenente alla famiglia delle lingue romanze e classificato nel gruppo meridionale estremo, deriva dalla posizione geografica dell'isola, la cui centralità nel mar Mediterraneo ne ha fatto terra di conquista di numerosi popoli gravitanti nell'area mediterranea. Si possono chiaramente notare influssi arabi, normanni e spagnoli.

### Tradizioni e folclore

#### Festa delle Milizie
Si celebra a fine maggio e la prima attestazione documentata risale al 1709. Il momento culminante è la rappresentazione teatrale in forma di moresca, che rievoca la battaglia del 1091 tra Normanni e Saraceni, conclusasi — secondo la tradizione — con l’intervento miracoloso della Madonna delle Milizie, che discese dal cielo a cavallo e armata di spada per liberare Scicli. La scena si svolge con la partecipazione di attori popolari in costume e si svolge ogni anno l'ultimo sabato sera del mese. La Vergine delle Milizie è identificata con l’Addolorata, a cui sono dedicate due processioni e due culti, rispettivamente presso la chiesa di Santa Maria La Nova e la chiesa di San Bartolomeo.

#### Riti della Settimana Santa

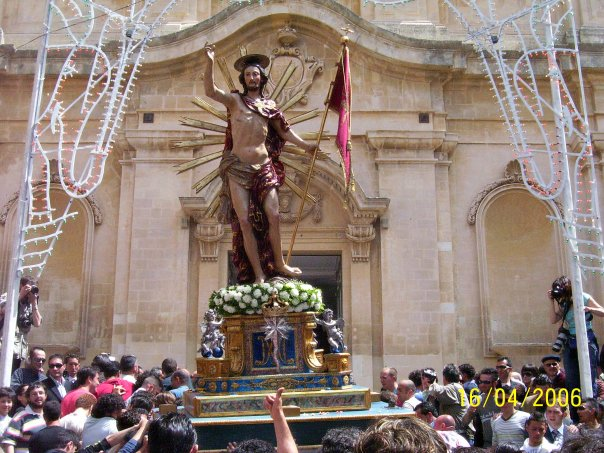
Il simulacro del Gioia, fuori dalla chiesa di Santa Maria La Nova

Sono una serie di celebrazioni religiose che precedono la Pasqua, caratterizzate da processioni e riti che coinvolgono tutta la cittadinanza. 
La Domenica delle Palme segna l’inizio con la processione dell’Addolorata di Santa Maria la Nova. Il Martedì Santo si celebra la processione dell’Addolorata di San Bartolomeo. Il Giovedì Santo è segnato dalla tradizionale visita ai “Sepolcri”, con il canto del Dies Irae durante il trasporto dei simulacri. Il Venerdì Santo è dedicato alla processione della Madonna Addolorata. La notte del Sabato Santo segna la fine del silenzio con la Scisa a Cruci, e alla mezzanotte della Domenica di Pasqua, il Cristo Risorto è accolto con gioia dalla comunità. Questi riti sono stati riconosciuti dalla Regione Siciliana come Grandi Eventi e iscritti nel Registro delle Eredità Immateriali.
Al culmine della Settimana Santa, il giorno di Pasqua viene festeggiata, con una lunga processione del simulacro del Gioia, la Resurrezione di Cristo, detto a Scicli l'Uomo Vivo. A metà degli anni 2000, il cantautore Vinicio Capossela ha dedicato una delle sue canzoni a questa caratteristica festa. Il brano si intitola L'Uomo Vivo, Inno al gioia, ed è contenuto nell'album Ovunque proteggi (2006).

#### Cavalcata di San Giuseppe
La Cavalcata di San Giuseppe è una tradizione che affonda le radici nel Medioevo, evolvendo da antichi drammi sacri propiziatori dei raccolti, successivamente assimilati dal Cristianesimo in onore del Santo Patriarca. La manifestazione si svolge il sabato precedente il 19 marzo (o quello successivo), con una processione di cavalli e cavalieri bardati con manti di violaciocche (o bàlicu) e gigli selvatici (spatulidda), che partono dalla chiesa di San Giuseppe, ricordando la fuga della Sacra Famiglia in Egitto, in seguito all’editto di re Erode.

## Cultura

### Biblioteche
La città è servita dalla Biblioteca comunale Carmelo La Rocca, con sede centrale nell'ex-Carcere di Scicli e sede distaccata nel Palazzo Mormino Penna, a Donnalucata.

### Scuole
Sul territorio comunale sono presenti 12 scuole dell'infanzia, 6 scuole primarie, 3 scuole secondarie di primo grado e un istituto d'istruzione secondaria di secondo grado.

### Musei
- QUAM – Quadrerie del Monastero: galleria d’arte;[37]
- MACC – Museo d’Arte Contemporanea del Carmine: consacrato all'arte sociale, politica e contemporanea;[38]
- Museo della Cucina Iblea: dedicato alla tradizione gastronomica locale, si trova nei Bassi di Palazzo Spadaro;[39]
- Museo del Commissario Montalbano: costituito dal set del commissariato di Vigata e dai cimeli dell'omonima serie televisiva;[40]
- Museo del Costume: raccoglie abiti e tessuti storici;[41]
- Grotta-Museo A rutta ri Ron Carmelu (La grotta di Don Carmelo): testimonianza della vita rupestre a Chiafura;[42]

### Media

#### Stampa
A Scicli la stampa cartacea si realizza attraverso Il Giornale di Scicli, un quindicinale di attualità, politica, cultura e sport registrato presso il Tribunale di Modica con il numero 4 del 6 ottobre 1977. Fondato il 9 ottobre 1977, ha rappresentato un punto di riferimento per la comunità cittadina, festeggiando i suoi primi quarant’anni nel 2017. 

#### Radio
Sul versante radiofonico, l’emittente più rappresentativa è Radio Video Scicli, attività commerciale locale inserita nell’elenco delle radio autorizzate dal Ministero dello Sviluppo Economico. La stazione, con sede operativa nel centro di Scicli, propone un palinsesto misto di notizie locali, musica e programmi di intrattenimento.

#### Televisione
Scicli è uno dei luoghi del libero consorzio comunale di Ragusa che sono stati utilizzati nelle riprese delle serie televisive della Rai Il commissario Montalbano (1999-2021) e Il giovane Montalbano (2012-2015), tratte dai romanzi e racconti di Andrea Camilleri. In particolare, il palazzo del commissariato di Vigata è in realtà Palazzo Palle, il Municipio di Scicli, e la stanza del questore Luca Bonetti Alderighi è nello specifico l'ufficio del Sindaco di Scicli. Numerose scene sono girate tra le strade del paese, e persino nel Cimitero monumentale. Negli anni, la fiction ha riscosso un grande successo, facendo conoscere a tutto il mondo i paesaggi della Sicilia sud-orientale, e in particolare di Scicli.

### Musica
Ha sede nel comune l'Associazione Musicale Pietro Di Lorenzo Busacca e Federico Borrometi, nata il 4 luglio 2012 dalla fusione delle due omonime bande.

### Cucina
Tra i prodotti tipici del territorio spicca il fagiolo cosaruciaru, oltre ai tanti ortaggi, alle carrube, usate per le farine ricavate dai semi e come ingrediente per dolci, ai suoi formaggi (come il caciocavallo ragusano DOP). Tra i dolci, tipico di Scicli è la Testa di Turco, una pasta sfoglia con la forma di un turbante, farcita di una crema a base di ricotta vaccina locale, preparato durante la Festa delle Milizie. Altri prodotti noti sono le carni locali di vitello e manzo, le confetture ai fichi, i biscotti di mandorla, la cubbaita, la ricotta dolce e il pane di casa, preparato con farina locale di grano duro e cotto in forno di pietra.

## Geografia antropica
Il territorio di Scicli ha il litorale più esteso fra tutti i comuni del Libero consorzio comunale di Ragusa. La fascia costiera che va da Pozzallo a Marina di Ragusa è fortemente antropizzata (centri abitati, coltivazioni intensive in serra, coltivazioni estensive, infrastrutture) sebbene conservi in più punti zone incontaminate e selvagge.
Il primo agglomerato urbano in cui ci si imbatte provenendo da Siracusa è Sampieri, ottocentesco borgo di pescatori, sovrastato a monte da due fastose ville nobiliari, costruite intorno al 1870 dai Baroni Penna; due promontori individuano una larga baia sabbiosa che si estende dal centro abitato al Pisciotto, lo sperone sul quale si ergono i ruderi della Fornace Penna. Continuando sulla strada litoranea si attraversa 
l'area protetta di Costa di Carro, prevalentemente rocciosa ma con una piccola spiaggia incastonata tra le falesie.
Cava d'Aliga è una cittadina di recente nascita, che ha avuto un massiccio sviluppo negli ultimi decenni del Novecento; può godere di una singolare e scenografica collocazione sul declivio che si conclude bruscamente sul mare arretrando però in corrispondenza della baia che assume così la forma di un teatro naturale. Le falesie si interrompono dopo Cava d'Aliga e l'adiacente borgo di Bruca facendo spazio a una costa bassa e sabbiosa.
Donnalucata è la più antica delle frazioni marinare, porto della città di Scicli e principale luogo di villeggiatura dell'aristocrazia cittadina. Ne è testimone la presenza di edifici architettonicamente raffinati che punteggiano il tessuto urbano e le numerose ville nobiliari poco lontano dal centro. Infine, vicino alla foce dell'Irminio e alla relativa area protetta sorge il villaggio di Playa Grande, dall'aspetto modernista di città-giardino.

## Economia
L'economia di Scicli è basata quasi esclusivamente sull'agricoltura intensiva e sulla produzione in serra di ortaggi e primizie, i cosiddetti "primaticci", e fiori.
La coltivazione in serre, che coprono pressoché tutta la fascia costiera, sta raggiungendo il primo posto fra le risorse economiche della città e della provincia. Questo sviluppo si è però accompagnato ad elevati livelli di inquinamento, per l'uso di pesticidi e fertilizzanti e per lo smaltimento incontrollato dei residui delle coltivazioni e delle plastiche utilizzate per coprire le serre, fenomeno che si sta cercando di arginare. Oltre ai primaticci e alla serricoltura, particolare importanza riveste anche la produzione di agrumi, olio, carrube, vino.
Dal 2020, Il comune riceve la Bandiera Verde per la spiaggia di Sampieri. Nel 2024 e nel 2025, è stato insignito della Bandiera Blu, per le spiagge di Sampieri, Punta Pisciotto e Costa di Carro.

## Infrastrutture e trasporti

### Strade
Scicli è attraversata dalla Strada statale 115 Sud Occidentale Sicula, che collega Trapani a Siracusa. Il territorio comunale è inoltre servito dalla Strada Provinciale 39, che connette la città a Modica, e dalla Strada Provinciale 40, che porta a Donnalucata e al litorale. Altre arterie sono la Strada Provinciale 41, che collega Scicli a Sampieri, e la Strada Provinciale 42, che la unisce a Cava d’Aliga.

### Ferrovie
Il comune è servito dalla stazione di Scicli e dalla Stazione di Sampieri, poste sulla linea ferroviaria Siracusa-Gela-Canicattì.

### Porti
Il territorio comunale comprende diversi approdi lungo la costa, tra cui il porto turistico di Donnalucata, utilizzato principalmente per la piccola pesca e il diporto. Il litorale di Sampieri offre un ulteriore punto di ormeggio per imbarcazioni di piccole dimensioni.

### Mobilità urbana
I trasporti urbani di Scicli vengono svolti con regolari servizi di autobus, gestiti dalla società privata siciliana SAIS Autolinee.

## Amministrazione

### Elenco dei Sindaci, dei Podestà e dei Commissari Straordinari

#### Regno delle Due Sicilie (8 dicembre 1816 – 17 marzo 1861)
| Periodo | Periodo | Primo cittadino | Partito | Carica  | Note   |
| ------- | ------- | --------------- | ------- | ------- | ------ |
| ?       | ?       | ?               | ?       | Sindaco |        |
| 1825    | 1827    | Guglielmo Penna | ?       | Sindaco | [ 53 ] |
| ?       | ?       | ?               | ?       | Sindaco |        |
| 1834    | 1836    | Guglielmo Penna | ?       | Sindaco | [ 53 ] |
| ?       | ?       | ?               | ?       | Sindaco |        |
| 1858    | 1860    | Guglielmo Penna | ?       | Sindaco | [ 53 ] |

#### Regno d'Italia (17 marzo 1861 – 18 giugno 1946)
| Periodo                     | Periodo                       | Primo cittadino            | Partito                     | Carica                           | Note          |
| --------------------------- | ----------------------------- | -------------------------- | --------------------------- | -------------------------------- | ------------- |
| 1860                        | 1867                          | vari commissari prefettizi | –                           | Amministrazioni straordinarie    | [ 53 ]        |
| 1867                        | 1869                          | Ignazio Penna Nicolaci     | ?                           | Sindaco                          | [ 53 ]        |
| ?                           | ?                             | ?                          | ?                           | Sindaco                          |               |
| 1872                        | 1882                          | Giuseppe Peralta           | ?                           | Sindaco                          | [ 16 ]        |
| ?                           | ?                             | ?                          | ?                           | Sindaco                          |               |
| 1883                        | 1887                          | Clemente Penna             | ?                           | Sindaco                          | [ 53 ]        |
| ?                           | ?                             | ?                          | ?                           | Sindaco                          |               |
| 1888                        | 2 dicembre 1892               | Giuseppe Peralta           | ?                           | Sindaco                          | [ 16 ]        |
| ?                           | ?                             | ?                          | ?                           | Sindaco                          |               |
| 1893                        | 1895                          | Guglielmo Penna            | ?                           | Sindaco                          | [ 53 ]        |
| ?                           | ?                             | ?                          | ?                           | Sindaco                          |               |
| 1898                        | 1898                          | Guglielmo Penna            | ?                           | Sindaco                          | [ 53 ]        |
| ?                           | ?                             | ?                          | ?                           | Sindaco                          |               |
| 1902                        | 1913                          | Luigi Piccione             | ?                           | Sindaco                          |               |
| ?                           | ?                             | ?                          | ?                           | Sindaco                          |               |
| 18 novembre 1920            | 21 aprile 1921                | Lucio Schirò D'Agati       | Partito Socialista Italiano | Sindaco                          | [ 54 ] [ 55 ] |
| 21 aprile 1921              | 15 luglio 1922                | Nembrot Giannini           | –                           | Commissario prefettizio          | [ 54 ]        |
| 15 luglio 1922              | 22 dicembre 1922              | ?                          | ?                           | Sindaco                          | [ 54 ]        |
| 22 dicembre 1922            | ?                             | Agostino Boscarino         | ?                           | Sindaco                          | [ 54 ]        |
| ?                           | ?                             | ?                          | ?                           | Sindaco                          |               |
| non dopo il 31 ottobre 1926 | non prima del 31 ottobre 1926 | Antonino Balsamo           | –                           | Commissario prefettizio          | [ 56 ]        |
| ?                           | ?                             | ?                          | ?                           | Sindaco                          |               |
| 26 maggio 1927              | 11 marzo 1929                 | Emanuele Mormino           | Partito Nazionale Fascista  | Podestà                          | [ 54 ]        |
| 11 marzo 1929               | 4 febbraio 1932               | Agostino Penna Boscarino   | Partito Nazionale Fascista  | Podestà                          | [ 54 ]        |
| 4 febbraio 1932             | 29 aprile 1935                | Antonino Mormino           | Partito Nazionale Fascista  | Podestà                          | [ 54 ]        |
| 29 aprile 1935              | 1940 ca.                      | Francesco Battaglia        | Partito Nazionale Fascista  | Podestà                          | [ 54 ]        |
| 1940 ca.                    | 12 luglio 1943 ca.            | Raimondi Spadaro           | Partito Nazionale Fascista  | Podestà                          | [ 54 ]        |
| 12 luglio 1943              | 11 febbraio 1944              | capitano britannico        | —                           | Amministrazione militare alleata | [ 12 ]        |
| 11 febbraio 1944            | 15 febbraio 1945              | Lucio Schirò D'Agati       | Partito Socialista Italiano | Sindaco                          | [ 57 ]        |
| 15 febbraio 1945            | 18 giugno 1946                | Ignazio Occhipinti         | Democrazia Cristiana        | Sindaco                          | [ 58 ] [ 59 ] |

#### Repubblica Italiana (dal 18 giugno 1946)
| Periodo           | Periodo           | Primo cittadino          | Partito | Carica                    | Note   |
| ----------------- | ----------------- | ------------------------ | --- | ------------------------- | ------ |
| 18 giugno 1946    | 18 maggio 1952    | Ignazio Occhipinti       | Democrazia Cristiana                                                                                               | Sindaco                   | [ 60 ] |
| 7 giugno 1952     | 25 giugno 1955    | Guglielmo Rosa           | Partito Comunista Italiano                                                                                         | Sindaco                   | [ 61 ] |
| 25 giugno 1955    | 5 novembre 1960   | Giuseppe Cartia          | Partito Comunista Italiano                                                                                         | Sindaco                   |        |
| 1º dicembre 1960  | 29 novembre 1965  | Giuseppe Speranza        | ? | Sindaco                   |        |
| 29 novembre 1965  | 24 aprile 1967    | Carmelo Barone           | ? | Sindaco                   |        |
| 24 aprile 1967    | 28 aprile 1969    | Michele Trovato          | ? | Sindaco                   |        |
| 28 aprile 1969    | 1º settembre 1970 | Giuseppe Cartia          | Partito Comunista Italiano                                                                                         | Sindaco                   |        |
| 1º settembre 1970 | 4 maggio 1971     | Michele Blandino         | ? | Sindaco                   |        |
| 4 maggio 1971     | 7 giugno 1973     | Carmelo Ventura          | ? | Sindaco                   |        |
| 7 giugno 1973     | 28 febbraio 1974  | Angelo Trovato           | ? | Sindaco                   |        |
| 28 febbraio 1974  | 2 luglio 1975     | Michele Blandino         | ? | Sindaco                   |        |
| 10 settembre 1975 | 24 maggio 1976    | Giovanni Rossino         | ? | Sindaco                   |        |
| 3 marzo 1979      | 7 maggio 1984     | Salvatore Calabrese      | ? | Sindaco                   |        |
| 7 maggio 1984     | 5 luglio 1985     | Vincenzo Manenti         | ? | Sindaco                   |        |
| 5 luglio 1985     | 20 ottobre 1986   | Carmelo Aquilino         | ? | Sindaco                   |        |
| 20 ottobre 1986   | 10 gennaio 1988   | Vincenzo Manenti         | ? | Sindaco                   |        |
| 10 gennaio 1988   | 19 luglio 1990    | Salvatore Carbone        | Partito Socialista Italiano                                                                                        | Sindaco                   | [ 62 ] |
| 19 luglio 1990    | 19 novembre 1991  | Pino Amenta              | Partito Socialista Italiano                                                                                        | Sindaco                   | [ 62 ] |
| 23 dicembre 1991  | 16 marzo 1994     | Francesco Agnello        | Partito Socialista Italiano                                                                                        | Sindaco                   | [ 62 ] |
| 16 marzo 1994     | 26 giugno 1994    | Alfredo Vicari           | — | Commissario prefettizio   |        |
| 26 giugno 1994    | 2 febbraio 1995   | Giuseppe Lonatica        | indipendente | Sindaco                   | [ 62 ] |
| 18 marzo 1995     | 28 maggio 1995    | Francesco Emmi           | — | Commissario prefettizio   |        |
| 29 maggio 1995    | 8 giugno 1998     | Adolfo Padua             | indipendente | Sindaco                   | [ 62 ] |
| 9 giugno 1998     | 27 maggio 2003    | Bartolomeo Falla         | lista civica di centro-sinistra                                                                                    | Sindaco                   | [ 62 ] |
| 27 maggio 2003    | 15 giugno 2008    | Bartolomeo Falla         | lista civica di centro-sinistra                                                                                    | Sindaco                   | [ 62 ] |
| 16 giugno 2008    | 20 dicembre 2011  | Giovanni Venticinque     | lista civica di centro-destra                                                                                      | Sindaco                   | [ 62 ] |
| 21 dicembre 2011  | 20 maggio 2012    | Margherita Rizza         | — | Commissario prefettizio   | [ 62 ] |
| 21 maggio 2012    | 23 dicembre 2014  | Francesco Susino         | centro-destra | Sindaco                   | [ 62 ] |
| 20 gennaio 2015   | 28 aprile 2015    | Ferdinando Trombadore    | — | Commissario straordinario | [ 62 ] |
| 29 aprile 2015    | 28 novembre 2016  | Antonietta D'Aquino      | — | Commissario straordinario | [ 62 ] |
| 29 aprile 2015    | 28 novembre 2016  | Gaetano D'Erba           | — | Commissario straordinario | [ 62 ] |
| 29 aprile 2015    | 28 novembre 2016  | Tania Giallongo          | — | Commissario straordinario | [ 62 ] |
| 29 novembre 2016  | 26 giugno 2022    | Vincenzo “Enzo” Giannone | Cittadini per Scicli — Enzo Giannone Sindaco — Scicli Bene Comune — Start Scicli (lista civica di centro-sinistra) | Sindaco                   | [ 62 ] |
| 27 giugno 2022    | in carica         | Mario Marino             | Libertà Popolare — Obiettivo Comune — Siamo Scicli (lista civica di centro-destra)                                 | Sindaco                   | [ 62 ] |

## Sport
Atletica
A Scicli viene disputato dal 1990 il "Memorial Peppe Greco", una gara podistica di 10 chilometri per ricordare Peppe Greco, un giovane medico modicano morto in un incidente stradale, che negli anni ha visto i successi di diversi atleti di livello mondiale come Paul Tergat, Haile Gebrselassie, Kenenisa Bekele e Stefano Baldini.
Calcio a 5
Il Cristo Risorto Pro Scicli ha disputato due stagioni di Serie A (2007-08 e 2008-09), vincendo inoltre la Coppa Italia di serie B nel 2005 ad Imola contro i romani del Cinecittà, giocando i suoi incontri in casa prima al Geodetico di Scicli (fino a metà campionato di serie A2 2006-07) e poi (dal 2007 al 2009) al Pala Rizza di Modica. Per diverse vicissitudini la società andò in declino, iniziato dal secondo campionato in massima serie culminato con la retrocessione, fino alla definitiva scomparsa.
Calcio

Una formazione dello Scicli nella stagione 1977-1978, durante gli anni della stabile militanza in Serie D.

Lo Scicli alla fine degli anni settanta e ottanta, partecipò al campionato italiano di serie D. 
Le altre società cittadine sono l'Associazione Per Scicli Calcio (oggi C.R. Scicli), nata nel 2000 e militante nel campionato di Promozione e l'A.S.D. Atletico Scicli, che ha raggiunto anch'esso il campionato di Promozione.
Pallacanestro
Ha sede nel comune la società U.S.D. Fernando Ciavorella, affiliata alla FIP dal 1964.
Handball
Scicli ha due società: Scicli Handball Social Club e Agriblu Scicli Sport Club. Entrambe, affiliate alla Federazione Italiana Giuoco Handball, militano nel campionato di serie B.